# Mukhriz Mahathir

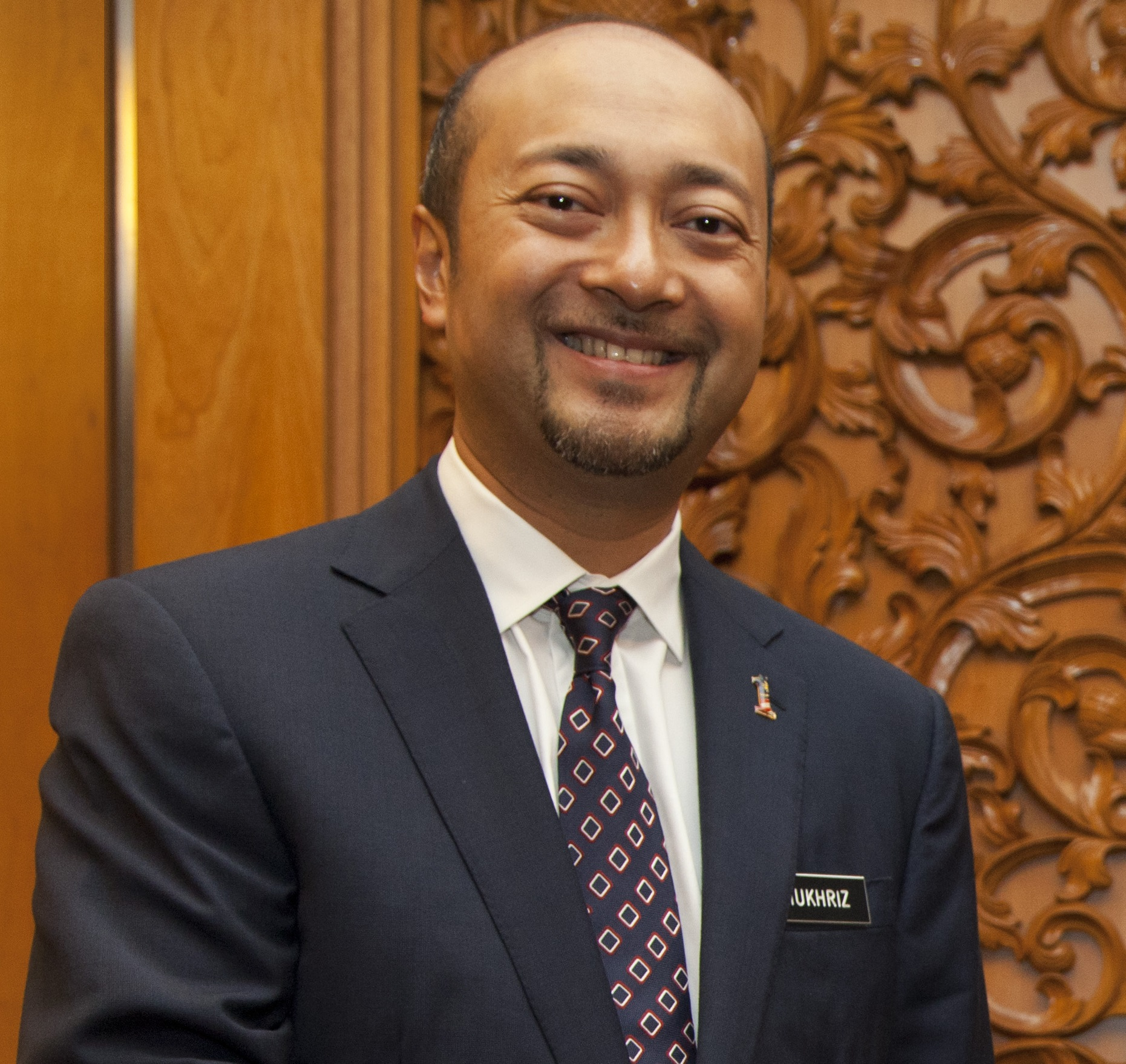
Mukhriz Mahathir

Mukhriz Mahathir (sinh ngày 25 tháng 11 năm 1964) là một chính trị gia người Malaysia. Ông đã từng giữ chức Menteri Besar của bang Kedah từ năm 2013 đến năm 2016 và từ năm 2018 đến năm 2020. Ông cũng là một phó bộ trưởng và một thành viên của quốc hội. Ông là con trai của Mahathir Mohamad, cựu thủ tướng Malaysia. Mukhriz thành lập Đảng Chiến binh Tổ quốc vào năm 2020. Ông từng là thành viên của các đảng chính trị khác nhau như BERSATU và UMNO. Ông rời khỏi UMNO cùng với cha mình để thành lập BERSATU vào năm 2016. Sau đó, họ thành lập Đảng Chiến binh Tổ quốc vào năm 2020.